# Diploïde
Une cellule biologique est diploïde (du grec ancien : διπλόος, diploos, « double » et εἶδος eidos, « en forme de ») lorsque les chromosomes qu'elle contient sont présents par paires (2n chromosomes). Le concept est généralement opposé à haploïde, terme désignant les cellules avec des chromosomes en simple exemplaire (n chromosomes).
Une cellule compte alors deux allèles pour chacun de ses gènes (exception faite des parties spécifiques aux chromosomes sexuels), les deux chromosomes d'une même paire possédant les mêmes gènes. Ces deux versions sont d'origine maternelle pour l'une et paternelle pour l'autre, et ont été rassemblées lors de la fécondation (rencontre de deux cellules haploïdes).

Un organisme ou une partie d'organisme est dit diploïde lorsque ses cellules sont elles-mêmes diploïdes.

Schéma simplifié du cycle diplophasique.

Ces définitions ne concernent que les organismes eucaryotes (protistes, animaux, végétaux, champignons), qui possèdent de vrais chromosomes. Elles excluent donc par exemple les bactéries qui n'ont pas de noyau et possèdent des chromosomes d'un type particulier.
La reproduction sexuée qui implique un échange génétique met en jeu des mécanismes de réduction (méiose) et d'augmentation (fécondation) de la répétition des chromosomes (ploïdie). Le cycle de vie d'un organisme eucaryote comprend donc nécessairement une alternance de stades avec des niveaux de répétition chromosomique différents : on parle d'alternance de phases (voir cycle de vie (biologie)).
Chez les humains et la plupart des animaux, la phase diploïde (2n) est très dominante. L'organisme (le corps) se développe entièrement avec des cellules qui contiennent chacune les chromosomes en double versions. La phase haploïde (n), quant à elle, ne concerne que la formation des gamètes : spermatozoïde ou ovule.
Chez les mousses, chez certaines algues, le schéma est inversé : la phase diploïde (2n) n'accompagne que très brièvement la fécondation. Le végétal se développe grâce à la méiose, sous forme haploïde (n). Chez les fougères et les plantes à graines (ou spermaphytes), la phase diploïde prédomine.
La diploïdie a pu être favorisée parce qu'elle permet de réparer les cassures doubles-brins de l'ADN. Elle permet également de masquer l'effet des mutations délétères, qui sont pour la plupart récessives.